# Matjaž Smodiš
Matjaž Smodiš (Novo Mesto, 13. prosinca 1979.) je bivši slovenski profesionalni košarkaškoji je igrao na poziciji krilnog centra. 

## Karijera
Karijeru je započeo u Krki iz Novog Mesta, s kojom je u sezoni 1999./2000. osvojio naslov slovenskog prvaka. Kasnije se preselio u talijansku Virtus Bolognu i s njome je u sezoni 2001./02. osvojio talijansku ligu i Euroligu. Talijanski kup je osvajao dvaput, u sezonama 2000./01. i 2001./02. Nakon Virtusa igrao za Fortitudo Bolognu, s kojim je u sezoni 2003./2004. osvojio naslov talijanske lige. U ljeto 2005. odlazi u moskovski CSKA, s kojim je dvaput bio prvak Eurolige, u sezoni 2005./06. i 2007./08. U sezoni 2006./07. izabran je u drugu najbolju petorku Eurolige. Zbog problema s leđima i operacije najavljeno je da će propustit cijelu sezonu 2009./10. te je po internetskom portalu TalkBasket.net upitan i njegov nastavak karijere.

## Vanjske poveznice
- Profil na Euroleague.net